# Konzulat Republike Slovenije v Atlanti
Konzulat Republike Slovenije v Atlanti je diplomatsko-konzularno predstavništvo (konzulat) Republike Slovenije s sedežem v Atlanti (ZDA); spada pod okrilje Veleposlaništvu Republike Slovenije v Združenih državah Amerike.
Trenutni častni konzul je Paul N. Steinfeld.